# Mistrzostwa Świata w Kolarstwie Górskim 1993
4. Mistrzostwa Świata w Kolarstwie Górskim – zawody sportowe, które odbyły się w dniach 17-18 września roku we francuskim miejscowości Métabief. Rozegrano cztery konkurencje: cross-country i downhill, zarówno dla kobiet, jak i mężczyzn. 

## Wyniki
| Konkurencja:  | Złoto:           | Srebro:           | Brąz:          |
| Cross country |                  |                   |                |
| Mężczyźni     | Henrik Djernis   | Marcel Gerritsen  | Jan Østergaard |
| Kobiety       | Paola Pezzo      | Jeannie Longo     | Ruthie Matthes |
| Downhill      |                  |                   |                |
| Mężczyźni     | Mike King        | Paolo Caramellino | Myles Rockwell |
| Kobiety       | Giovanna Bonazzi | Kim Sonier        | Missy Giove    |

## Tabela medalowa
| Miejsce | Państwo           |   |   |   | Razem |
| ------- | ----------------- | - | - | - | ----- |
| 1.      | Włochy            | 2 | 1 | 0 | 3     |
| 2.      | Stany Zjednoczone | 1 | 1 | 3 | 5     |
| 3.      | Dania             | 1 | 0 | 1 | 2     |
| 4.      | Francja           | 0 | 1 | 0 | 1     |
|         | Holandia          | 0 | 1 | 0 | 1     |